# 成都话
成都话是指居住在中国四川省成都市内的成都本地人所使用的语言，属于汉语西南官话川黔片成渝小片。廣义的来说，成都话也可以指成都市所辖各区县所有成都本地人所使用的语言。成都是四川省省会，也是中国西南地区重要的中心城市，因而成都话对周边地区语言有着重要的影响，是西南官话和四川话的代表性方言之一，也是川剧中以成都为中心的川西派的标准音。

## 语音概述
成都话作为官话方言的一个分支，拥有官话方言的一些共同特征：
- 古全浊声母清化。“从”和“虫”，“知”和“资”，“诗”和“私”，每对字的声母发音在成都话中没有区别。

- 平分阴阳，有阴平和阳平，比如“衣”、“移”的读音便不同。

- 辅音韵尾少，入声消失，没有[p], [t], [k] 和[m]。 只有[n], [ŋ]两个鼻辅音韵尾。

成都话也拥有四川话的许多共同特征：
- 没有[ʈʂ], [ʈʂʰ], [ʂ], [ʐ]等翘舌音的声母，全部归于平舌。比如，“字”和“制”同音。[ʐ]则变为新增的[z]。

- 增加了舌面鼻音[ɲ]、舌根鼻音[ŋ]；鼻音[n]和边音[l]是一个鼻化的舌尖塞音（辅音是鼻音，但是搭配的非鼻韵不会鼻音化），听起来像二者的自由变读（或者说合并为其中一种），比如“挪”和“落”在成都话中读音一样（特别地，成都话在 [i]、[y]前要分，会变为舌面鼻音[ɲ]，比如“力”和“泥”、“吕”和“女”）。

- 不区分[ən]和[ɤŋ]，[in]和[iŋ]这两对韵母。比如，“森”和“僧”、“因”和“英”同音。唇輔音後的[ɤŋ]读[ʊŋ])，如“梦”读[mʊŋ]，“翁”亦读[ʊŋ]。

- [xu]、[fu]不分，普通话中读[xu]的字均读作/fu/，“呼”“肤”同音（但是仅适用于单韵母u，有韵腹仍读[xu]+韵腹韵尾）。普通话中的wu[u]读/vu/，如“五”（同样仅适用于单韵母u，有韵腹仍读[u]+韵腹韵尾）。
  - 更准确地说，成都话中单韵母/u/的发音很接近[v]本身，圆唇程度远低于普通话，由[v]或[f]到/u/之间几乎没有唇型变化。

- 无单音韵母[ɤ]，有单音韵母[o]。无合口呼韵母[uo]，有齐齿呼複韵母[iai]、合口呼复韵母[ue]、齊齒呼複韵母[io]音等。

- 保留了[ŋ]，但實際上為疑母、影母共同的主要讀法（兩者並不形成穩固對立），通常跟零声母或[j]对应，比如“硬”读做/ŋən/，“我”读作/ŋo/。

- 成都话儿化音节的词数量不少，但语音类型不多，总共只有四类，/ɚ/（凉粉儿）、/uɚ/（饭碗儿）、/iɚ/（抽签儿）、/yɚ/（公园儿）。

成都话独有的特征：
- an韵母讀作[æ̃]。比如“安”、“谈”。（这只是现在年轻人口语中的变化，并非地道的成都方言，这一变化导致成都人[æ][æn]不分。可能是受到南路话的影响。[來源請求]

## 從音韻角度描述的語音特點
以1940年調查概括為準，IPA為寬式音位符號。特點皆與省內各點相比，被強調者為異乎國語者。

### 聲母
| 概述                                                | 例字                                            |
| --------------------------------------------------- | ----------------------------------------------- |
| 不分ts與tʂ，精組洪音與知系字全讀ts等                | 祖=主 色=舌 愁=綢                               |
| 不分尖團，精組細音與見系細音混                      | 絕=決 千=謙                                     |
| 見系二等開口在梗攝入聲中不顎化 其他不定             | 革ke 客kʰe 鞋xai 介tɕiai 銜xan,ɕien 硬ŋən 幸ɕin |
| 泥母來母洪音混，細音不混                            | 納=辣 南=藍 連≠年                               |
| 疑母影母開口一等字絕大多數讀ŋ                       | 艾=愛 岸=暗                                     |
| 疑母開口二等讀ŋ/ȵ/i不定，三等讀ȵ/i不定              | 咬ȵiau 牙ia 藝義ȵi 涯ia 言ien                   |
| 影母開口二等讀ŋ/零不定 合口一二等除o,oŋ兩韻外皆合口 | 矮ŋai 鴉ia 握o 窩o 翁oŋ 烏u 彎uan 溫uən         |

### 開合
| 概述                                                | 例字                                  |
| --------------------------------------------------- | ------------------------------------- |
| 端系合口一等在果攝、臻通之舒及山入讀開 其他全讀合口 | 坐tso 頓tən 送soŋ 賭tu 罪tsuei 短tuan |
| 來母三四等合口在山臻通舒讀開                        | 戀nien 劣lie 隆noŋ                    |
| 見系合口三四等字在梗舒及山臻通三攝入聲讀開合不定    | 傾tɕʰyin 血穴ɕie 橘局tɕy，鬱育io      |
| 宕江入見系合口一等讀開合不定                        | 郭kue 霍xo                            |
| 曾梗入合口三四等見系讀開                            | 域役疫io                              |
| 山入開口三四等端系字讀開合不定                      | 列nie 薛ɕye                           |

### 韻母
| 概述                                                                                      | 例字                                                        |
| ----------------------------------------------------------------------------------------- | ----------------------------------------------------------- |
| 模韻端系與魚虞兩韻的莊組字讀u，不與流攝字əu混，入聲沒，屋，沃，燭諸韻同                   | 杜tu 路lu 素su                                              |
| 魚虞兩韻的知見系字不混，入聲術韻同                                                        | 鼠≠許 書≠虛                                                 |
| 蟹攝：開口二等見系讀ai/iai/ia不定 合口一等見系讀uei/uai 合口二等讀uai/ua 三等知章讀uei/ue | 街kai 解tɕiai 佳ia 灰xuei 塊kuai 怪kuai 畫xua 稅suei 綴tsue |
| 流攝幫系讀əu/u/oŋ不定，其他讀əu/iəu                                                       | 剖pʰəu 否fəu 戊u 婦fu 某謀 moŋ                              |
| 咸山兩攝舒聲的主要元音在介音i,y後變e                                                      | 點tien 倦tɕyen                                              |
| 深臻曾梗舒聲幾乎全收n尾                                                                   | 沉=陳=承=成 今=巾=京                                        |
| 曾梗兩攝幫系見系字一部分字與通舒混                                                        | 朋pʰoŋ 弘宏xoŋ 孟moŋ                                        |
| 曾梗兩攝入聲合口三四等讀io                                                                | 域役疫io                                                    |
| 通攝入聲：三等精組讀io 莊組讀o 見系讀io/y不定 其他各組全讀u                               | 足tɕio 俗肅ɕio 縮 so 畜ɕio 欲育io 菊局tɕy 六nu 肉zu         |

### 聲調
不分陰陽去：士=四=事；入聲普遍歸陽平：七=齊

## 1941音系
記音人董同龢，受訪二人履歷皆是：四川大學學生（其教師亦講本地話），歲數各23、24，幼時在本地讀中小學，原籍成都城內，未曾學國語，不能說別處話。

### 聲母
|             | 不送氣塞（擦）音 | 送氣塞（擦）音 | 濁音       | 清擦音     |                                        |
| ----------- | ---------------- | -------------- | ---------- | ---------- | -------------------------------------- |
| 雙唇/唇齒音 | p 比不北包       | pʰ 鄙勃丕平    | m 木末毛民 | f 夫凡分方 | 不拼合口韻（除去u）                    |
| 無擦齦音    | t 大代刀旦       | tʰ 堤土台天    | n 力六乃內 |            | 不拼撮口呼，n可能讀作l                 |
| 有擦齦音    | ts 主正左在      | tsʰ 出宅才造   | z 入人弱柔 | s 蟬辰色三 | 唯洪音，舌位比國音稍後                 |
| 齦顎音      | tɕ 及巾卒足      | tɕʰ 七且丘掘   | ȵ 宜女業年 | ɕ 穴小囚速 | 唯細音                                 |
| 軟顎音      | k 古瓜街工       | kʰ 可敲口孔    | ŋ 我厄崖咬 | x 戶化鞋鹹 | 唯洪音，爆破較硬                       |
|             |                  | 送氣略強       |            |            | 零聲母：二臥翁一牙融也五瓦院未玉月丸榮 |

### 聲調
陰平、陽平、上聲、去聲五度調值各是45, 21, 42, 24。
與國語相同：平分陰陽、全濁上聲歸去。不同：入派陽平。

## 声调与变调
成都话中，阴平、阳平、上声、去声的调值分别为45, 21, 42, 13。在单读一个字时，音调遵循以上所列。但在词汇与语句中连读时，会有一定规律的变调。
- 一个阴平字之前一个字读阴平时，本字变调为55。
- 一个阳平字之后有任何字时，本字变调为22。
- 一个上声字之后有任何字时，本字变调为44。

## 词汇及语法
构词法方面，跟普通话对比，成都话构词法上显著的不同是名词和动词的重叠式，即，名词能够重叠，动词一般不能重叠。
句法方面，成都话与普通话对比，显著的不同是在补语的构成上。

## 普通话引起的变化
20世纪中、前期成都居住人口相对稳定，因而在1920年代至1970年代这样一个较长的时间里，成都话都处于相对稳定的状态。进入1980年代之后，随着成都以及整个中国经济的迅速发展，成都和中国除四川、重庆外其它地区交流急剧增多。同时中国政府推广普通话日见成效，广播、电视等媒体极少使用成都话，学校都统一使用普通话教学。受普通话的影响，成都话相对稳定的状态被打破，语音开始经历一个明显变化的时期，而且可以预见，这个变化会一直持续下去。
向普通话的语音靠拢是成都话语音变动的主要趋势。这主要是由于中国政府推广普通话，特别是大力加强中、小学校普通话教学。同时，由于辞书统一使用普通话注音，使得成都话中某些与普通话读音不一致的发音被认为是错误的，例如“反省（成都话：/sən3/）”、“翅（成都话：/tsɿ4/）膀”等。
一般来说，成都话中书面语语音变化较口语更为明显，相对来说书面语中使用频率越高的词越容易发生变化（例如“泽”、“燥”、“荣”等字），而口语中使用频率越高的此则越不容易发生变化（例如“晨”、“硬”、“咸”等字），这也造成了一些字在成都话中拥有书面语和口语两种发音。
| 字 | 口语           | 书面语             |
| -- | -------------- | ------------------ |
| 严 | 把门关严 /ŋæ̃/2 | 严 /iæ̃/2//ɲiæ̃/2 肃 |
| 顿 | 一顿 /tən/4 饭 | 捶胸顿 /tuən/4 足  |
| 尝 | 尝 /sɑŋ/2 味道 | 尝 /tsʰɑŋ/2 试     |
| 樱 | 樱 /ŋən/1 桃   | 樱 /in/1 花        |
| 解 | 解 /kai/3开    | 解 /tɕiai/3 放     |
| 下 | 等一下 /ha/4   | 下 /ɕia/4 午       |
| 眉 | 眉 /mi/2 毛    | 画眉 /mei/2        |

另外，如果一个字在成都话中被归入一类读音，而在普通话中这类读音的字被归入一类读音，而这个字被单独归入另一类读音，则这个字的读音更容易发生变化。同时，如果在成都话中一类读音的字，在普通话中被归入一类读音，但这类字中较多的字的读音发生变化，那么这一类字的读音都会随之发生变化。
成都话发生语音变化的字中，有些字的新读音已经广泛使用，取代原有读音已成定局，如“籍”、“积”、“及”等字（原读：/tɕie2/；变读：/tɕi2/）；更多字则主要在年轻人中使用，且同一个人有时会使用原读音，有时会使用变读音。另外，成都话的语音变动有逆转的趋势，中年人的发音相对稳定，能够使部分原本使用变读音的人转而使用原读音。